# Alessandro Asiano
Alessandro Asiano (Valmacca, 4 giugno 1921 – ...) è stato un calciatore italiano, di ruolo centrocampista.

## Carriera
Inizia a giocare nel G.U.F. Alessandria; ad inizio anni '40 Umberto Dadone, storico talent scout dell'Alessandria, vorrebbe tesserarlo per i Grigi, tuttavia Asiano rinuncia a tale possibilità; successivamente prende parte alla Seconda guerra mondiale combattendo in Albania.
Al termine del conflitto, Asiano gioca per un breve periodo a Valmacca, nel suo paese natale, fino a quando nel 1945 viene tesserato dal Casale.
All'età di ventiquattro anni fa quindi il suo esordio nel calcio professionistico: nella stagione 1945-1946 segna 3 reti in 12 presenze in Serie B-C Alta Italia, mentre nella stagione 1946-1947 disputa 41 partite in Serie B, sempre con la maglia del Casale. Al termine di questo campionato, conclusosi con la retrocessione in Serie C del club nerostellato, Asiano diventa (anche a causa della cessione di Renato Rustico alla Pro Vercelli) il capitano della squadra, ruolo che manterrà fino al ritiro, nel 1951.
Nella stagione 1947-1948 segna 2 reti in 29 presenze in Serie C, categoria nella quale durante la stagione 1948-1949 va a segno altre 3 volte in 39 apparizioni in campo. Nella stagione 1949-1950 gioca invece 27 partite segnando una rete, mentre nella stagione 1950-1951, la sua ultima da calciatore professionista, gioca altre 23 partite con la maglia del Casale, club con cui ha giocato in totale 171 partite (53 in Serie B e 118 in Serie C) e segnato 9 reti.

## Palmarès

### Club

#### Competizioni nazionali
- Serie C: 1

Casale: 1947-1948 (girone D)